# Sporisorium andropogonis-aciculati
Sporisorium andropogonis-aciculati är en svampart som först beskrevs av Petch, och fick sitt nu gällande namn av Vánky 1983. Sporisorium andropogonis-aciculati ingår i släktet Sporisorium och familjen Ustilaginaceae.   Inga underarter finns listade i Catalogue of Life.